# Prinz (Mondkrater)
Prinz ist ein Einschlagkrater auf der nordwestlichen Mondvorderseite. Er liegt nordöstlich des prominenten Strahlenkraters Aristarchus in der Ebene des Oceanus Procellarum.
Der Kraterrand ist weitgehend überflutet. Nur der nordöstliche Teil ist erhalten. Im Norden liegt das Rillensystem der Rimae Prinz. Nordöstlich liegen die Montes Harbinger.
| Buchstabe | Position          | Durchmesser       | Link              |
| --------- | ----------------- | ----------------- | ----------------- |
| A         | Umbenannt in Vera | Umbenannt in Vera | Umbenannt in Vera |
| B         | Umbenannt in Ivan | Umbenannt in Ivan | Umbenannt in Ivan |

Der Krater wurde 1935 von der IAU nach dem deutsch-belgischen Geologen und Selenographen Wilhelm Prinz offiziell benannt.

## Einzelnachweise

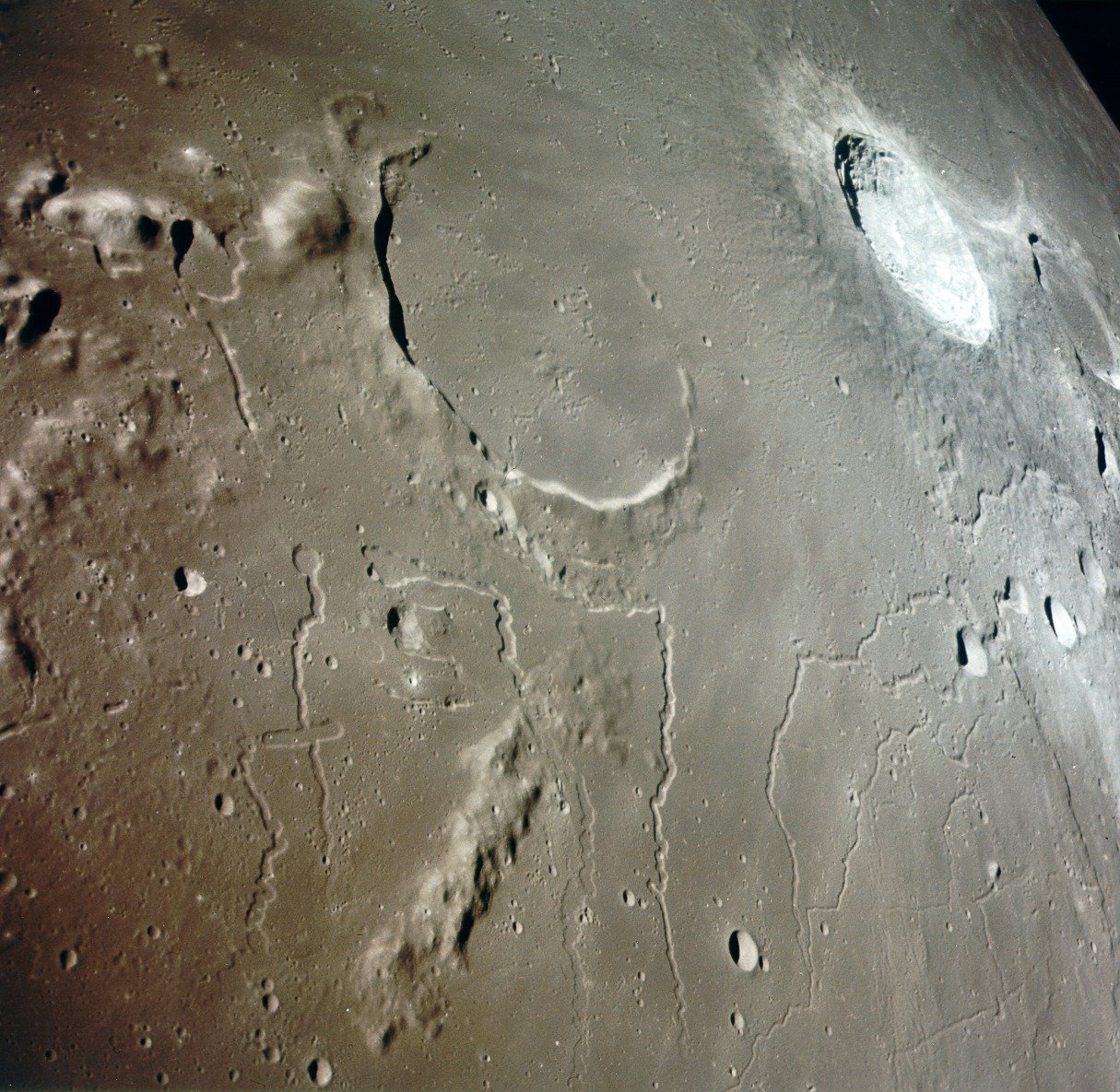
Prinz im Vordergrund (Aufnahme von Apollo 15)